# Agia Marina (metropolitana di Atene)
Agia Marina (in greco: Σταθμός Αγία Μαρίνα) è una stazione della linea 3 della metropolitana di Atene.

## Storia
Il 29 agosto 2013, Attiko Metro S.A. ha ritardato di due mesi l'apertura della stazione per affrontare i problemi di compatibilità tra i vecchi e nuovi sistemi di esercizio dei treni automatici. La stazione è stata aperta al pubblico il 14 dicembre 2013.